# Ulica Mikołaja Kopernika w Wieliczce
Ulica Mikołaja Kopernika – ulica łącząca wielicki Rynek z drogą powiatową wiodącą z Rożnowej do Sierczy.
Uważana za jedną z najbardziej stromych ulic w Polsce: różnica wzniesień na całej jej długości (1 km) wynosi ponad 100 metrów. W znacznej części jest wyłożona nieforemnym brukiem. 
Po tej ulicy przebiegała trasa wielu szosowych wyścigów kolarskich (Tour de Pologne, Małopolskiego Wyścigu Górskiego, mistrzostw Polski w różnych kategoriach, zawodów amatorskich), na szczycie usytuowana była bądź to meta wyścigów, bądź to premia górska. Z powodu ogromnego nachylenia i trudnej nawierzchni nazywana jest "ścianą płaczu" – wielu znanych kolarzy (m.in. Raimondas Rumšas, uczestnicy Tour de Pologne w 1992 z powodu deszczu) zmuszonych było prowadzić rowery.
Z niektórych miejsc ulicy rozciąga się widok na Wieliczkę i Kraków. Ulica leży na samym skraju Pogórza Wielickiego.
Przy ulicy Kopernika znajduje się Zespół Szkół Zawodowych.

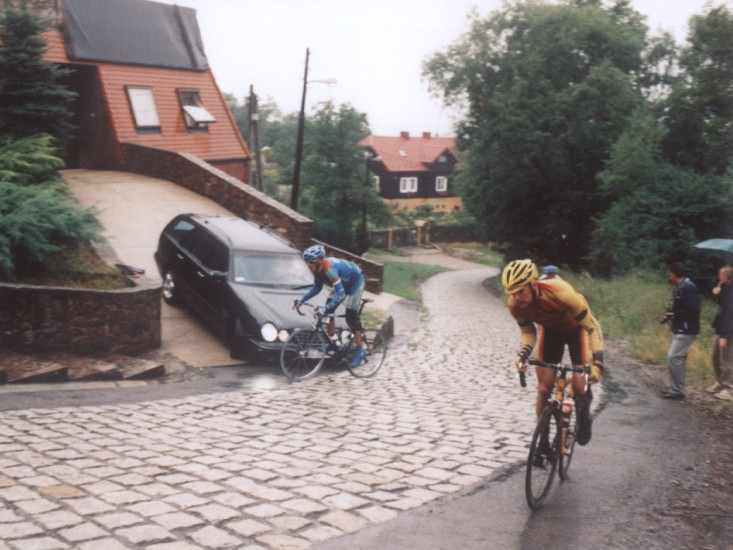
Małopolski Wyścig Górski na wielickiej ulicy Kopernika
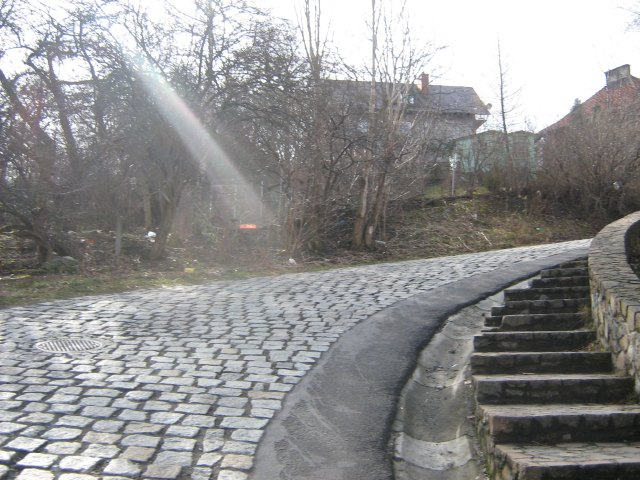
Najbardziej stromy odcinek
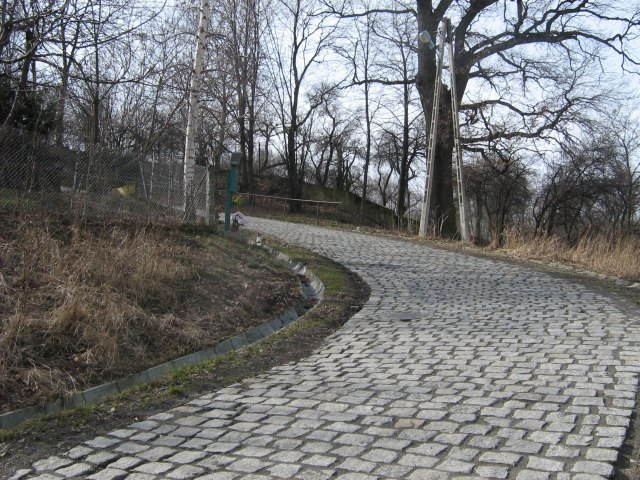
Najbardziej stromy odcinek
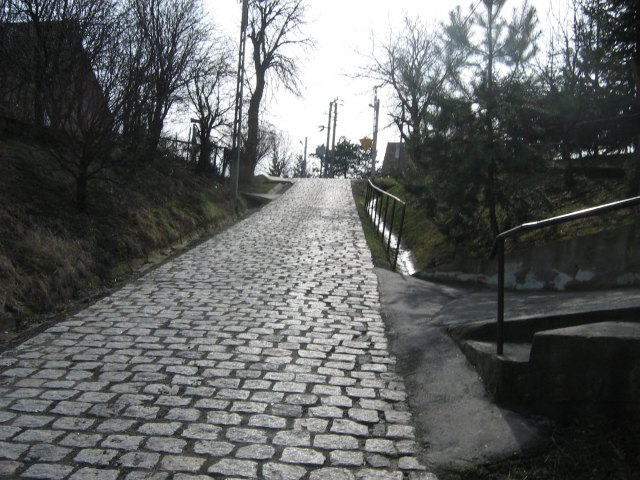
Ostatni odcinek
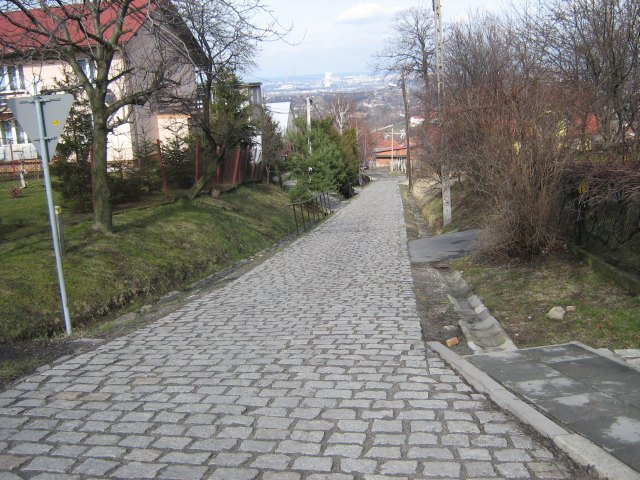
Widok ze szczytu